# Flittiglise-familien
Flittiglise-familien (Balsaminaceae) eller Balsamin-familien er en plantefamilie, der har Balsamin-slægten som tilhørende slægt. Springbalsamin er nok den bedst kendte slægt i denne slægt.
| Slægter |

- Balsamin-slægten (Impatiens)